# Jan Savery

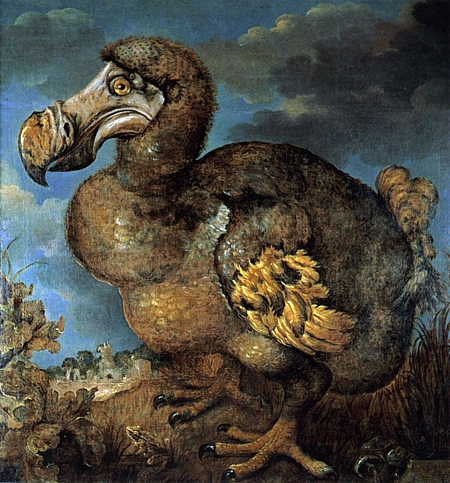
Dodo de Jan Savery (1651).

Jan sau Hans Savery cel Tânăr (1589, Haarlem – înmormântat la 7 august 1654, Utrecht) a fost un pictor al  Epocii de Aur Olandeze. Deși mai adesea menționat ca Jan în legătură cu pictura sa cea mai cunoscută, și-a semnat lucrările cu Hans, ambele nume fiind derivative de la Johannes.

## Biografie
Savery a fost fiul lui Jacob Savery (ca 1565 - 1603) și nepotul lui Hans Savery cel Bătrân (1564 - ca. 1623) și Roelant Savery (1576-1639), toți trei pictori născuți în Kortrijk în Olanda spaniolă, care s-a mutat spre nord, în orașul Haarlem, între 1584 și 1586. El a fost probabil elev al unchiului său Roelant, pe care l-a însoțit la curtea regală din Praga înainte de 1613, l-a asistat în Utrecht din 1619 și al cărui atelier el l-a continuat după 1639.
Hans Savery este cel mai bine cunoscut pentru reprezentarea sa a păsării dodo din 1651, deținută în prezent de către Muzeul de Istorie Naturală a Universității Oxford. Se crede că Lewis Carroll (care a fost, de asemenea, matematician la Oxford) a fost inspirat de imaginea păsării dodo realizată de Savery, atârnând la Oxford pentru a include creatura ca un personaj în Aventurile lui Alice în Țara Minunilor. Unchiul său Roelandt a furnizat probabil lucrările originale pe care Jan Savery a bazat pictura sa reprezentând pasărea dodo.